# Вудман, Пьер
Пьер Ву́дман (фр. Pierre Woodman; 29 апреля 1963, Овернь, Франция), настоящее имя Пьер Андре́ Жербье́ (фр. Pierre Andre Gerbier) — французский порноактёр, порнорежиссёр и фотограф. По данным на 2011 год, он является режиссёром 207 порнофильмов, более тысячи хардкор-сцен, более полутора тысяч фотосетов и более семи тысяч кастингов.

## Биография
Пьер Гербье родился 29 апреля 1963 года в небогатой семье в городке Клермон-Ферран.
Чтобы обеспечить достойную жизнь, он бросил школу и начал работать в пятнадцать лет, о чём сам заявил в одном из своих видео, успешно меняя профессии бармена, фотографа и клерка в магазине. В 17 лет он пошёл служить в армию, а позже стал полицейским.
В 1983 году Пьер Гербье прибыл в Париж, где познакомился с французским порноактёром Петром Станисласом, который ввёл его в мир порнобизнеса. Он начал карьеру в качестве модного телевизионного фотографа, выбрав себе псевдоним Вудман (англ. Woodman, Лесной человек), поскольку в детстве был застенчив и много времени проводил в лесу.
В 1989 году Вудман принимал участие в запуске журнала Hot Video в качестве репортёра. В 1992 году он присоединился к Private Media Group, для которой сделал несколько высокобюджетных фильмов, в том числе такие как «Пирамида» (бюджет — 1,2 млн долларов), «Татьяна» (600 тыс. долларов), «Ривьера» (450 тыс. долларов).
В 1997 году Пьер Вудман запустил свой сериал «Casting X», который стал наиболее продаваемым сериалом в мире в категории X-rated. На DVD было выпущено 102 серии.

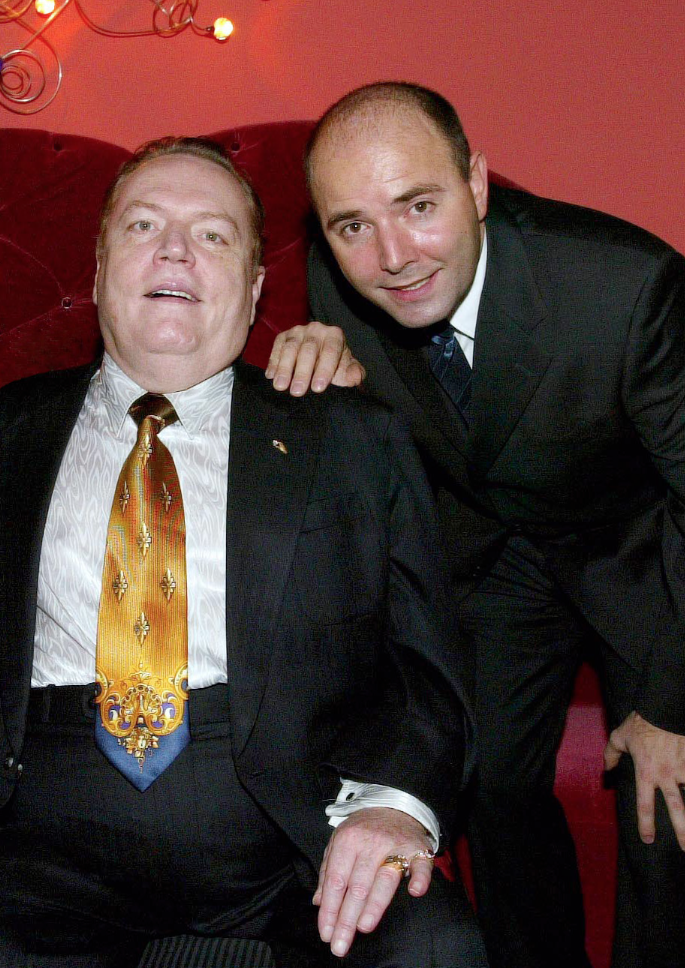
Ларри Флинт и Пьер Вудман

В 1999 году, на фоне нахлынувшей волны гонзо-порнографии, Вудман снял и выпустил сериал Superfuckers для студии Private, в котором было 12 частей. В конце года он получил приглашение сотрудничества от Ларри Флинта, владельца LFP и издателя журнала Hustler, второго по популярности периодического журнала в США после Playboy. «Хастлер» был на грани банкротства, и Флинт знал, что ему нужно что-то новое, чтобы выжить. Он попросил Вудмана сделать сериал, подобный тому, что он делал для Private. В итоге в 2000 году Флинт подписал пятилетний контракт с Вудманом на 5 млн долларов. Вудман начал 13-ю часть Superfuckers уже для LFP. Однако, в отличие от Берта Милтона-мл., владельца Private, Флинт тратил мало средств на рекламу, надеясь только на громкое имя «Хастлера» и на «сарафанное радио». Это беспокоило Вудмана, который сделал несколько высокобюджетных фильмов, таких как «Бразильская змея» (2001; 520 тыс. долларов), «Бразильская змея 2» (2002) и «Манипуляция» (2004; 430 тыс. долларов), однако был огорчён недостаточным продвижением продукта и отказался продлевать контракт для LFP в 2005.
В 2004 году Пьер Вудман сыграл самого себя в испанском полноэкранном фильме «Шлюха», работая вместе с Дениз Ричардс и Дэрил Ханна. После этого он сделал несколько фотосетов для различных модных журналов, таких как Vogue и Blast.
Позже, после того как Берт Милтон-мл. в 2005 году пригласил Вудмана вернуться к нему на работу, он запустил партнёрскую программу в Интернете, для того чтобы распространять свои фильмы.
Вудман снял трилогию «Город секса», т. н. «порно-ремейк», в некоторой степени повторяющий сюжет фильма «Город грехов», в том числе эффект использования чёрно-белой порнографии со вспышками цвета, вставленными по ходу фильма. Фильм «Город секса» был снят полностью в HD-качестве. Его бюджет составил 540 тыс. евро. Первая часть фильма вышла в прокат в мае 2006 года. В течение пяти недель фильм стал наиболее продаваемым в истории студии Private, 5 июня 2006 года — наиболее продаваемым в США.
Несмотря на это, в июне 2006 года Вудман объявил об очередном уходе из Private Media Group и об организации собственной компании под названием Woodman Entertainment. В качестве штаб-квартиры для компании была выбрана Барселона, где также располагалась студия Private Media. Здесь он развернул по-настоящему бурную деятельность, сделав ремейк фильма «Экскалибур» (Xcalibur) с бюджетом в 800 тыс. евро, который вышел в прокат в мае 2007 года. В фильме было использовано рекордное количество актёров для порноиндустрии — 75, а также 250 человек были привлечены в качестве массовки.
Вудман продолжает свою работу в мире моды, занимаясь фотосессиями для известных журналов (обложка журнала Blast от сентября 2006) и открывая новых моделей на кастингах. Некоторые модели, отобранные им, были приняты в лучшие модельные агентства. Например, финалистка Мисс Венгрия-2005, Сюзанна Будай.

## Личная жизнь

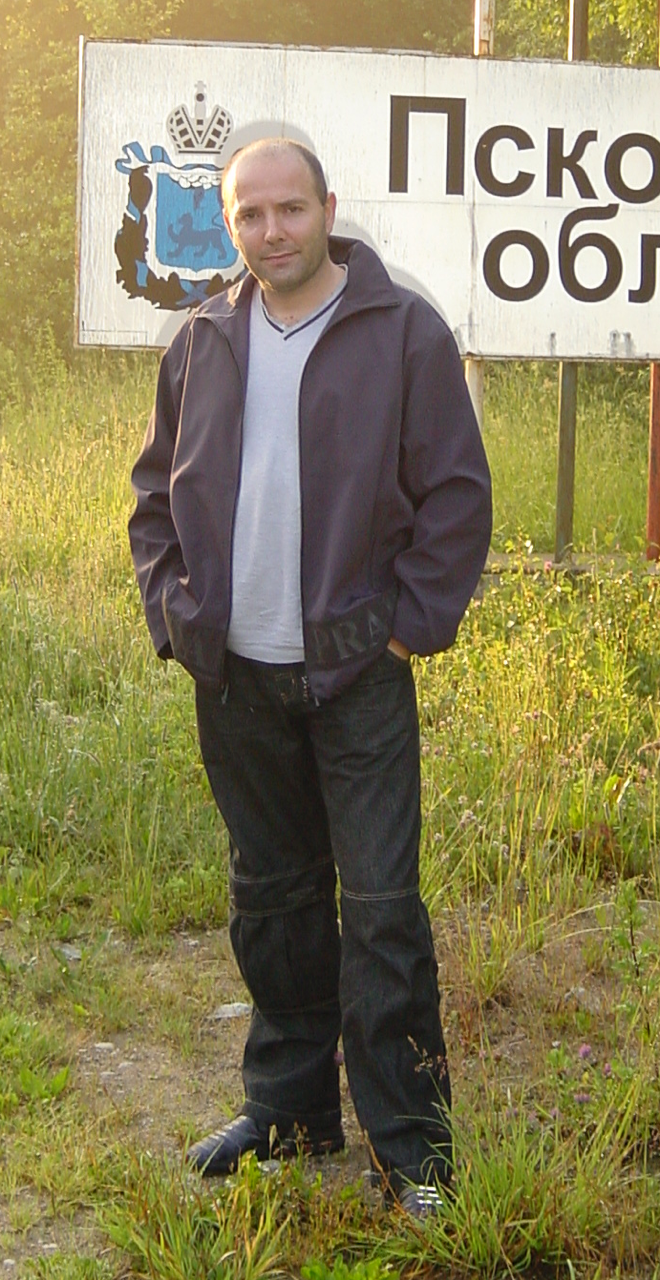
В Псковской области

Пьер Вудман был женат трижды и является отцом четверых детей. Последний его развод произошёл с Татьяной Русовой (англ. Tania Russof), латвийской порноактрисой русского происхождения. С 2002 года Вудман живёт с фотомоделью, бывшей порноактрисой Софи Пэрис (англ. Sophie Paris, снималась в порно в 1999—2007 годах).
Проживает в Будапеште. О рождении четвёртого ребёнка Пьер сообщил 1 апреля 2021 года.
Вудман часто посещает важные мероприятия в области киноиндустрии, такие как Каннский кинофестиваль. Он поддерживает тесные связи с миром традиционного кинематографа.

### Статьи
- Порнобизнес. Эпизод 1. Самоубийство папы римского Архивная копия от 9 февраля 2018 на Wayback Machine и ответ Пьера Вудмана на статью Архивная копия от 10 мая 2018 на Wayback Machine
- Интервью Пьера Вудмана журналу «Time» Архивная копия от 10 мая 2018 на Wayback Machine
- Зловещие кастинги Пьера Вудмана Архивная копия от 10 мая 2018 на Wayback Machine
- Скандал в Латвии: помощница премьера засветилась в порноролике Архивная копия от 10 мая 2018 на Wayback Machine
- Как проходят порнокастинги Пьера Вудмана Архивная копия от 10 мая 2018 на Wayback Machine
- Жизнь и мысли Пьера Вудмана Архивная копия от 10 мая 2018 на Wayback Machine
- Так говорил Пьер Вудман (недоступная ссылка) и критика статьи
- Pierre Woodman - trochu z mého života  (чешск.)